# 納富信留
納富 信留（のうとみ のぶる、1965年3月15日 - ）は、日本の哲学者、西洋古典学者。東京大学大学院人文社会系研究科教授。第56代東京大学文学部長。元国際プラトン学会会長。日本学術会議会員。専門は西洋古代哲学、西洋古典学。

## 経歴
1965年東京都生まれ。1983年開成高等学校卒業。1987年東京大学文学部哲学科卒業。1990年東京大学大学院人文科学研究科哲学専攻修士課程修了。1994年同博士課程中退。1995年、ケンブリッジ大学大学院古典学部でマイルズ・バーニェットの指導のもとPh.D.を取得した。
1998年、九州大学文学部助教授に就いた。2002年、慶應義塾大学文学部助教授に転じた。2008年、慶應義塾大学文学部教授に昇格。2016年より東京大学大学院人文社会系研究科教授。2023年から2025年、第56代東京大学文学部長。
その他、2006年から2007年、オランダ・ユトレヒト大学哲学部客員研究員。2007年から2010年、国際プラトン学会会長を務めた。

## 受賞
- 2007年、『ソフィストとは誰か?』によりサントリー学芸賞を受賞[4]。
- 2021年、『ギリシア哲学史』により和辻哲郎文化賞を受賞[5]。
- 2024年、紫綬褒章[6][7]

## 著作
著書
- 『ソフィストと哲学者の間－プラトン『ソフィスト』を読む』名古屋大学出版会、2002年。
- 『プラトン 哲学者とは何か』日本放送出版協会〈シリーズ・哲学のエッセンス〉、2002年。
- 『哲学者の誕生－ソクラテスをめぐる人々』筑摩書房〈ちくま新書〉、2005年。
  - 増訂版『哲学の誕生－ソクラテスとは何者か』ちくま学芸文庫 2017年
- 『ソフィストとは誰か?』人文書院、2006年。
  - 文庫化：ちくま学芸文庫 2015年
- 『プラトン－理想国の現在』慶應義塾大学出版会、2012年。
  - 改訂新版『プラトン 理想国の現在』ちくま学芸文庫、2023年[8]
- 『プラトンとの哲学－対話篇をよむ』岩波新書、2015年。
- 『プラトン哲学への旅－エロースとは何者か』NHK出版新書、2019年。
- 『対話の技法』 笠間書院 2020
- 『ギリシア哲学史』 筑摩書房 2021
- 『世界哲学のすすめ』ちくま新書 2024

訳書
- プラトン『ソクラテスの弁明』光文社古典新訳文庫、2012年。
- アリストテレス『全集 3　ソフィスト的論駁について』岩波書店、2014年。
- プラトン『パイドン―魂について』光文社古典新訳文庫、2019年。

外国語著作
- The Unity of Plato's Sophist: Between the Sophist and the Philosopher. Cambridge University Press. (2007)[9]

共編
- 『空間へのパースペクティヴ 九州大学「空間」プロジェクト』溝口孝司（英語版）、九州大学出版会、1999年4月。
- 『精神史における言語の創造力と多様性』岩波敦子、慶應義塾大学言語文化研究所、2008年3月。
- 『よくわかる哲学・思想 やわらかアカデミズム』檜垣立哉・柏端達也、ミネルヴァ書房(「わかる」シリーズ) 2019
- 『世界哲学史』(全8巻・別巻1) 伊藤邦武・山内志朗・中島隆博責任編集、ちくま新書 2020

1. 古代1・知恵から愛知へ
2. 古代2・世界哲学の成立と展開
3. 中世1・超越と普遍に向けて
4. 中世2・個人の覚醒
5. 中世3・バロックの哲学
6. 近代1・啓蒙と人間感情論
7. 近代2・自由と歴史的発展
8. 現代・グローバル時代の知
9. 別刊・未来をひらく

- 『哲学史入門Ⅰ　古代ギリシアからルネサンスまで』NHK出版新書 2024

「第1章 「哲学の起源」を問う―古代ギリシア・ローマの哲学」聞き手：斎藤哲也

### 放送テキスト
- 『プラトン『饗宴』：愛することが哲学だ』NHK出版〈100分de名著〉、2013年6月。[10]
  - 『100分de名著』[11]（NHK Eテレ）

| 放送日             | タイトル         |
| ------------------ | ---------------- |
| 2013年7月3日～24日 | プラトン『饗宴』 |
他の放送テキスト
- 『西洋哲学の根源　放送大学教材』放送大学教育振興会、2022年3月
- 『プラトンが語る正義と国家』ビジネス社、2024年2月。イマジニア編：テンミニッツＴＶ講義録